# Eubazus terminalis
Eubazus terminalis är en stekelart som beskrevs av Sergey A. Belokobylskij 1998. Eubazus terminalis ingår i släktet Eubazus och familjen bracksteklar. Inga underarter finns listade i Catalogue of Life.